# Der Totmacher - La belva ferita
Der Totmacher – La belva ferita (Der Totmacher) è un film del 1995 diretto da Romuald Karmakar.
Il film si basa sulle trascrizioni dell'interrogatorio del serial killer Fritz Haarmann, il "macellaio di Hannover".

## Riconoscimenti
- Festival di Venezia 1995: Coppa Volpi per la migliore interpretazione maschile (Götz George)